# みなと村
みなと村（みなとそん）は、1947年から1950年までの3年間、米軍統治下の沖縄において、現在の那覇軍港周辺地域に作られた港湾作業のための特殊行政区。那覇軍港の荷役作業を請け負う「那覇港湾作業隊」の労務管理を円滑にすることを目的として沖縄民政府が設置した極めて特異な自治体である。那覇港湾作業隊総支配人となっていた国場幸太郎が村長として就任した。

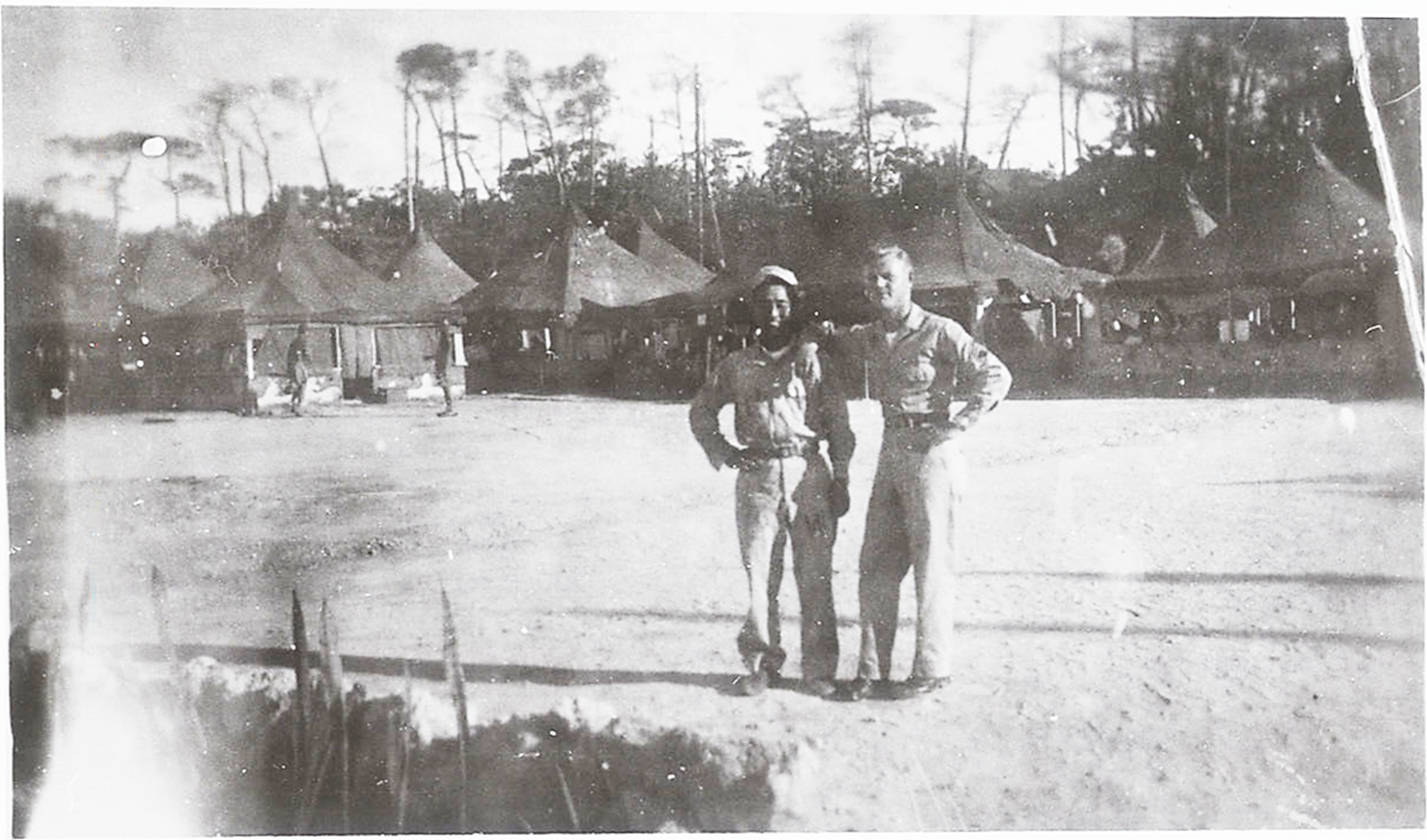
当初、現在の那覇軍港などの港湾労働には捕虜収容所に収容された日本兵捕虜が使われた。(1946年頃の奥武山捕虜収容所。米兵と日本軍捕虜の写真)

## 概要
1945年、沖縄戦で那覇を占領した米軍は、那覇市を全面的な立入禁止区域とし、那覇港での米軍需物資や民間の食料品等の荷役作業に捕虜収容所の日本兵捕虜を使用、そのため小禄捕虜収容所や奥武山捕虜収容所を設置した。捕虜の引き揚げで港湾労働者が不足するようになると、沖縄県民約2千人規模の「那覇港湾作業隊」を組織させ、周辺の区画に軍作業の労務者のための米軍テントと規格住宅を建てた。
1947年5月1日、琉球列島米国軍政府の便宜のため沖縄民政府は特殊行政区「みなと村」を設置した。初代の村長には那覇港湾作業隊総支配人となっていた国場幸太郎が就任した。国場は戦前は沖縄の日本軍飛行場の多くを請負い、沖縄戦当時は本土に出向き、1946年にいち早く密航船で沖縄入りしていた。役場庁舎は奥武山の世持神社が使われた。那覇港湾作業隊との兼務が許されており、村職員の大半が那覇港湾作業隊の関係者で占められていた。
1947年5月1日に那覇市と真和志村の一部が分離して誕生し、奥武山区、ペリー区 (現在の山下町)、壺川区、美田区、楚辺区、旭町区、松尾区の7自治区からなり、人口7638人、世帯数1591戸、総面積は23万3284坪に及ぶ広大な村となり、学校や診療所、以下にみるような各種の組合や団体が生まれてにぎわった。
1950年8月1日、港湾作業が民間業者の請負制となり、村の存在意義は消えた。全域が那覇市に編入され、「みなと村」は誕生して3年後に消滅した。
1985年、旧みなと村で立ち退き後の奥武山公園内の敷地に唯一残っていた国場幸太郎の邸宅をめぐって、国場側が国、県、那覇市に対し所有権を求め控訴した。
現在、奥武山公園内の世持神社入り口に「みなと村役場跡」の掲示板が建てられている。

## 地理
那覇市のほぼ中央、那覇港と漫湖にはさまれるように位置していた。現在の地名で言うと奥武山町・壺川・旭町・楚辺・泉崎・古波蔵の一部である。那覇市港町は、1970年代になって付けられた町名であり、無関係である。

## 歴史
- 1947年5月1日、沖縄民政府告示18号により、みなと村設置。
- 1950年8月1日、那覇市に吸収合併され消滅。

## 行政機構

### 執行機関
- 村長：村の代表者で、行政の全責任を負う。
  - 助役：村長を補佐する。
  - 収入役：村財政を司る。
    - 庶務課：戸籍、社会事業、その他の事務
    - 産業課：産業の事務
    - 商務課：食糧等の日用雑貨の配給事務
    - 衛生課：村民の衛生管理事務

### 行政区
みなと村は、村域を7行政区に分けていた。
- 奥武山区
- ペリー区
- 壺川区
- 美田区
- 楚辺一区
- 楚辺二区
- 松尾区

### 議決機関
村議会の定員は22人で、その過半数が那覇港湾作業隊の職員であった。

## 出身有名人
- 國場幸太郎（株式会社國場組創業者）

## 隣接していた自治体
- 那覇市
- 真和志村
- 小禄村